# Floyd Hamilton
 Floyd Hamilton, nacido como Floyd Garland Hamilton,  (Oklahoma, Estados Unidos; 13 de junio de 1908 - Henryetta, Oklahoma, Estados Unidos; 24 de julio de 1984), fue miembro de la Barrow Gang, integrada por Bonnie Parker y Clyde Barrow; Enemigo público No. 1 de los Estados Unidos. Fue recluso en Alcatraz.

## Primeros años
Floyd Garland Hamilton nació el 13 de junio de 1908 en Henrietta, Oklahoma, hijo de John Henry Hamilton (trabajador en una planta de fundición de plomo cerca de Henryetta, Oklahoma)  y Sarah Alice Bullock. Fue el segundo de seis hermanos. Sus hermanos: Lilly Hamilton (1906-1987), Lucy Hamilton (1911-1980), Raymond Hamilton (1914-1935), Maggie Hamilton (1916-1966) y Audrey Hamilton (1918-1944).
Más tarde su familia se mudó a un vecindario pobre al oeste de Dallas.
John Henry Hamilton abandonó a su familia en 1924, cuando Raymond, su hermano, tenía 10 años de edad, y Floyd, con 16 años se convirtió en el sostén de la familia.
Floyd y su hermano Ray, habían crecido en el mismo vecindario de West Dallas que Bonnie Parker y Clyde Barrow; habiendo conocido a Bonnie cuando tenía 12 años y a Clyde cuando tenía 14 años.
Floyd trabajaba conduciendo un camión A&P.

## Delincuencia
Sus problemas con la justicia comenzaron cuando ayudó a escapar de prisión, a su hermano Raymond, quien cumplía 266 años de prisión: el 16 de enero de 1934, a primeras horas de la mañana, Clyde Barrow y James Mullens, con Floyd en el auto, se escondieron en entre la maleza esperando que una fila de prisioneros se reuniera para su trabajo diario. A las 7:00 a. m. llegaron los internos y sus guardias. Clyde y su compañero salieron con rifles automáticos, mientras Raymond Hamilton y Joe Palmer- otro preso-, sacaron armas cargadas que habían estado escondidas para ellos en una pila de leña por Floyd y Mullins. Entre el tiroteo, Ray Hamilton y Palmer escaparon mientras el guardia, Mayor Crowson, de la prisión murió. También hay otra versión de los echos, menos difundida.
Raymond, hermano menor de Floyd, había sido sentenciado en 1932 en la Eastham Prison Farm, tras haber asesinado a E.C. Moore en el condado de Atoka, el 5 de agosto de 1932.
Floyd, también fue miembro de la Barrow Gang, con Bonnie y Clyde, aunque por un tiempo breve. Después, en 1934, se unió con su hermano, para robar dos bancos en Texas como el 19 de marzo de 1934, Raymond y Floyd Hamilton, junto con John Basden, robaron en el The Grand Prairie State Bank en Grand Prairie, Texas, más de $ 1,500,. En 1935, Raymond fue detenido, y sentenciado a la silla eléctrica, junto con Joe Palmer, por el asesinato de Mayor Crowson, y Eugene Moore (5 de agosto de 1932, Stringtown, Oklahoma). Ambos murieron el 10 de mayo de 1935.
Floyd Hamilton, fue arrestado antes, en la terminal de autobuses de Shreveport en febrero de 1935, a las 4:55 p. m. y tenía en su poder un billete de autobús a Vivian. Estaba en camino a ver a su padre aunque compró un boleto a Vivian, seis millas más al norte. Fue registrado, pero no le encontraron ningún arma. Luego fue colocado en una celda para esperar la llegada del alguacil T. R. Hughes. Al ser interrogado, por 50 minutos, sobre su hermano Raymond -fugitivo y luego ejecutado- admitió que lo había visto; y reveló que había estado trabajando en el mismo lugar que su padre, dos semanas antes, en Lewis, LA. También dijo que había dejado Lewis, Caddo, a 29 millas, hace unas semanas para encontrarse con Raymond. Aclaró que se negó a participar en muchas incursiones recientes realizadas a Raymond. "Nunca he hecho nada", insistió Floyd de 26 años. Las autoridades creían que desde que Raymond escapó de Huntsvllle en julio, los dos hermanos han estado corriendo juntos. Su madre y su esposa fueron encarceladas, bajo una acusación federal emitida en Dallas, estaban entre los 22 acusados de albergar a Clyde Barrow y Bonnie Parker, quienes visitaron la Feria Estatal de Luisiana, y en relación con la fuga de seis convictos de la prisión de EastHam Prison Farm, en enero de 1934. Fue confinado en la penitenciaría de Leavenworth durante dos años, junto con una multa de $ 10,000, después de una condena por ayudar e incitar a su hermano y a Clyde Barrow. La esposa de Floyd Hamilton, Mildred, fue sentenciada a una hora de cárcel, y su madre, fue sentenciada a 30 días de cárcel. F. Hamilton no estaba con en la Barrow Gang, en el momento de la muerte de su hermano Raymond. Pero él había continuado robando bancos hasta su arresto y encarcelamiento cuatro años después. Cuando Clyde Barrow y Bonnie Parker murieron en manos de las autoridades de Luisiana, el 23 de mayo de 1934, estaba en la cárcel de Crockett, Texas.
En un futuro juicio en Texas, afirmó como coartada, que se había estado escondiendo en Caddo City en el momento en que les fue robado el automóvil a dos hombres de Dallas. Pero los testigos dijeron lo contrario. Fue sentenciado a 25 años.
Hamilton escribió en su libro autobiografico "Public Enemy No. 1", que contrabandeaba comida a Clyde Barrow y Bonnie Parker cuando estaban huyendo, y organizó reuniones con sus familias. También, recordó cuando rechazó la oferta de $ 5,000 a los oficiales de la ley de Dallas, para poder arreglar el arresto de Barrow y Parker.
Sus antecedentes penales desde 1934 a 1936, según la Identification Order No. 1521 (8 de julio de 1938):
- 5 de abril de 1934, es arrestado en Dallas, Texas, por robo de banco.
- 6 de febrero de 1935, es arrestado en U.S. Marshal, Dallas, Texas. Cargo, albergar un fugitivo, disposición, 2 años.
- El 28 de febrero de 1935, fue recibido en  la Leavenworth, Kansas, por crimen, albergar un fugitivo, conspiración; sentencia, dos años; condicionalmente liberado, 21 de agosto de 1936.
- 21 de agosto de 1936, arresto por robo de banco; liberado por US. Marshal, Fort Worth, Texas.
- 31 de agosto de 1936: arrestado en US. Marshal, Fort Worth, Texas, por robo de banco.

En 1937, después de cumplir su condena en la Prisión de Leavenworth, trató de buscar encontrar trabajo para mantener a su familia, sin éxito. En enero de 1938, Floyd Hamilton y el esposo de su cuñada, Jess Keathley, viajaron a Wichita Falls, Texas, a buscar empleo en una empresa de construcciones. Floyd se unió a sus antiguo compañero Bill Cobb,  del cual conoció a Ted Walters. Junto con Ted Walters y Jess Keathnley, se unieron para robar una camioneta Ford V-8 de 1938  (cuyo propietario era de Paul Donald de Bowie), y así robaron una farmacia Ringgold, condado de Montague Texas. Hamilton, después le quitó el motor y los neumáticos a la camioneta y la prendió fuego cerca de Dallas en un campo. El motor y los neumáticos los usó en su propio automóvil Ford V-8 La Policía del Condado de Dallas vinculó el robo con Jess Keathnley, el cual a cambio de que le retiraran los cargos, dio un soplo sobre Ted Walters y Floyd Hamilton. Rápidamente quedaron bajo arresto, y fueron enviandos a juicio y retenidos en Montague.
El 30 de abril de 1938, escapó de prisión junto con T. Walters, gracias a la ayuda de una sierra que metió de contrabando -la usó para cortar las barras de su celda- y de Ervin Goodspeed, quien apuñaló al sheriff Kenneth Chandler en la pierna, y les robó las llaves. Ted y Floyd le robaron las armas al sheriff y escaparon.
Una vez fuera, la Policía Estatal los buscó. Los fugitivos mientras huían, hicieron otro robo: Sedán Ford V-8 de 1937; y cruzaron Luisiana. Incluso cruzaron una barricada de la policía, Ted escondiéndose en piso de la parte trasera del auto, y Floyd con un sombrero, tapando parte de su cara. Después robaron un Ford V-8 de lujo color granate 1938, nuevo. Y siguieron cometiendo más robos.
El director del FBI, de ese entonces, J. Edgar Hoover lo nombró Enemigos Públicos No.1 y No.2.
En 1938, el 6 de julio en Arkansas, a las 9:10 a. m. robaron el Banco de Bradley. Le exigieron al cajero, Jack Meeks,   con una pistola .45, dinero en efectivo. J. Meeks, les entregó solamente, $685.25; y una vez que los ladrones subieron al auto, y continuaron su viaje, el mismo cajero del banco robado, con una escopeta le disparó al auto, en la parte de atrás.  El mismo auto, Ford V-8, fue abandonado en la carretera.
Después, de robar un Oldsmobile, el 8 de junio de 1938, Floyd, Ted y un tercero robaron 18.000 dólares en el Minden, Louisiana Bank. En agosto de ese mismo año, le robaron el auto, Ford V-8 Tudor azul de 1937, al alguacil del condado de Crittenden, después de que este último lo estacionara para ir a una barbería.
El 12 de agosto de 1938, ambos fugitivos trataron de robar, con armas, las oficinas de la Planta Embotelladora de Coca-Cola en Nashville, llevándose $67.36. El superintendente, H.B. Carruth y el fundador de la embotelladora, Forrest Wilson, estaban en la planta de la oficina cuando ejecutaron el robo. Sacaron las armas. Hamilton apuntó con una pistola a Wilson y le ordenó que abriera la caja fuerte
Tras el robo, la policía bloqueó la carretera, pero los ladrones pudieron traspasarla, y la policía a su vez, pudo darle con una bala al radiador, lo que lograrían detener al Ford V-8 azul, pero mientras, robaron otro auto: Plymouth, que terminó acribillado a balazos. Floyd y su compañero, se dieron a la fuga otra vez. Estuvieron una semana escondidos, aludiendo la captura, en el bosque, y después se subieron a un vagón de un tren de carga, con destino a Dallas, y con el pie herido por haber intentado huir de la detención.
Llegaron a Dallas, el 21 de agosto de 1938, Ted y Floyd, se separaron. Ese mismo día fueron capturados. Floyd estaba desarmado cuando fue capturado, había perdido sus armas, dijo, y se había escondido en el bosque durante 10 días después de escapar de la captura anterior. Floyd fue encarcelado de nuevo en la prisión de Leavenworth, esta vez con el pie herido, por un disparo al intentar huir de la detención. Poco después, las autoridades, acordaron enviarlo a Alcatraz.
Aunque Hunter y Hamilton habían sido considerados entre los criminales más buscados, se habían rendido sin pelear. Floyd estaba desarmado cuando fue capturado en Dallas, había perdido sus armas, dijo, y se había escondido en el bosque durante 10 días después de escapar de la captura anterior.
El modo de robar de Hamilton era: usar un viejo overol, para parecer ser como cualquier otro ciudadano -un granjero o un trabajador-. Ya que, sabía que si usaba un traje elegante y zapatos, seguramente saltaría.
Floyd Hamilton cumplió un total de 22 años de prisión.

## Alcatraz
El 9 de junio de 1940 fue trasladado rápidamente de Leavenworth, de donde ya se había escapado, a Alcatraz En un principio lo iban a trasferir a la Penitenciaría de Atlanta, en un período de prueba de 6 meses; pero un preso con conocimientos químicos, informó que T. Walters y F. Hamilton planeaban construir bombas y armas. Y querían que él construyera 16 bombas, para hacer explotar la torre y la puerta delantera de la prisión. En la oficina de Warden, siguió recibiendo información: estaban en la entrada de camiones de prisión, planeando otro intento de escape, en el que se ocultarían en un camión que iría a Sweatdust.
Allí se convirtió en prisionero AZ-523. Y fue destinado a trabajar en el edificio de Model Industries.
13 de abril de 1943. Con 36 años, Floyd Hamilton, Enemigo Público Número Uno, había escapado de Alcatraz, a las 10:00 a. m.
junto con Fred Hunter (13 de octubre de 1899, Warren, Ohio - 30 de noviembre de 1982), antiguo miembro de "Old Creepy" Alvin Karpis; Harold Brest (2 de enero de 1914 en Sharon, Pensilvania - 31 de mayo de 1979), 31 años, secuestrador y ladrón de bancos; y James Boarman (3 de noviembre de 1919 en Whalen, Kentucky - 14 de abril de 1943), un simple ladrón.
El plan fue liderado por el mismo Floyd Hamilton. Mientras trabajaba en el taller de carpintería se había dado cuenta de que el edificio tenía forma de L, por lo que los guardias no podrían ver a los internos al mismo tiempo. Era asistente de la lavandería, y entonces, pudo robar uniformes. Entre los demás, escondieron latas para que pudieran flotar en el agua, y trabajaron el taller, área de industrias, para hacer cuchillos, y con ellos, asaltaron al guardia George Smith. Con trozos de tela de uniformes robados, lo ataron. El jefe de seguridad, Henry Weinhold, también fue capturado en el taller, donde fue ejecutado el plan. Ninguno de los guardias fue apuñalado, ni herido gravemente. Los cuatro se quitaron la ropa, quedando en ropa interior, se untarón grasa para protegerse del agua fría, y quitaron las barras que previamente habían cortado. Ya que se les dificultó pasar con las latas de un galón, por la ventana del taller de esteras, solo llevaron dos de ellas. Las latas tenían mangos de alambre, y que contenían ropas robadas de la prisión: una camisa del ejército, un par de zapatos y una gorra del ejército; los prisioneros tenían la intención de ponerse estas prendas cuando llegaron a la orilla y se hicieran pasar por soldados. Se lanzaron desde la ventana - en el extremo noroeste de la isla- hacia el mar, desde 20 metros, difuminandose con la niebla.
Había otro "accesorio" más, que sería importante para el plan, para poder camuflarse bajo el agua,hasta estar a salvo: una especie de "tablas de surf". Las crearon en el taller. La pintaron simulando el agua del mar. Usaron tubos del área de enfermería robados, para efectuar la respiración bajo la tabla. Los tubos sobresalían por la parte superior, camuflados con imitaciones de gaviotas; y agregaron asas en al parte inferior. Guardaban una muda de ropa seca en la tabla. Nunca pudieron utilizarlas, y se perdieron en el mar. Nunca fueron recuperadas, ni vistas.
Henry "Bullethead" Weinhold, quien había sido atado, se soltó y empezó a hacer sonar su silbato, al mismo tiempo, unos de los guardias de la torre de vigilancia, Frank L. Johnson, los vio, y comenzó a dispararles con un rifle Springfield 30-06 hacia el agua, donde pudo ver las cabezas de los presos que escapaban a través de la niebla. Después se activó la alarma de escape y los oficiales, salieron con el barco, de Alcatraz, con armas. Hamilton había nadado unas 30 yardas cuando la primera lluvia de balas lo tuvieron que haber herido.
Hamilton había sido dado por muerto tras el escape, ya que testigos lo vieron hundierse en medio de las balas. Terminada una vez la búsqueda de los cadáveres, se concluyó que 
Hamilton y Boarman habían muerto por las balas, o por ahogamiento.
En realidad, Hamilton terminó escondiéndose en la cueva con Hunter, pero ocho horas después, al escuchar el disparó, el tiro de advertencia, en la cueva, se escondería entre los neumáticos. El guardia delegado, Miller y otros oficiales también, dispararon balas a los neumáticos, mientras los guardias sacaban a Hunter de la cueva. Fred Hunter fue encontrado en la cueva, tras que los guardias vieron sangre en la orilla. Su condena se había extendido 15 años.
Harold Brest, fue capturado en el agua tratando de nadar con Boarman herido, pero al final no pudo sostener más al herido y la corriente se lo llevó, y desapareció en el mar.
Hamilton había podido llegar hasta otra pequeña isla cercana pero tres días después, el 16 de abril, Floyd Hamilton regresó a silencioso a Alcatraz al amparo de la noche, a través de la misma ventana de la cual él y sus compañeros habían saltado. Tenía frío, hambre y estaba cansado. El capitán de la Guardia, Henry Weinhold, uno de los dos oficiales golpeados y amordazados por el cuarteto, lo encontró acurrucado, posición fetal, bajo una pila de harapos en el taller del edificio, cuando estaba inspeccionando la tienda, aún buscando el implemento utilizado en la fuga. Sus ropas de prisión improvisada estaban hechas jirones. La sal seca del mar y la cueva, le cubría el pelo y las cejas. Su rostro y cuerpo estaban lacerados, por de las rocas de la cueva -que se encontraba en la playa de la prisión- donde se había escondido durante cuatro días y por la caída desde el acantilado rocoso por el que trepó, de regreso por donde salió: el taller.

"Acabo de encontrar a Hamilton, quien dice que estaba en una cueva. Nunca llegó lejos porque no pudo hacerlo. Dice que está enfermo, dolorido, mojado, hambriento"

Esa misma cueva en la que se escondió Hamilton, también fue refugió del miembro de la mafia Alvin ("Old Creepy") Karpis, Fred Hunter, de 43 años. Pero cuando encontraron a Hunter no encontraron a Hamilton. La explicación: la cueva, tiene una serie de pasadizos dentados que solo se pueden ingresar arrastrándose , y se apila con bloques de hormigón y otros materiales para evitar una mayor erosión por marea.
Floyd Hamilton en el hospital, en el que pasó diez días recibiendo tratamiento por las lesiones, contó esta historia:

"Cuando llegué al agua, agarré una tabla para escapar. Salí por un camino y vi que no podía hacerlo con la tabla, pero tenía miedo de soltarme. Cuando comenzó el tiroteo (las ráfagas salieron de las altas torres de guardia), me solté, regresé a la orilla y me arrastré en la cueva con Hunter"

“Pensé que me asfixiaría, estaba mojado y tenía frío todo el tiempo. El agua subió a mi alrededor cuando subió la marea".
“Anoche vi que no podía asistir. Ya no había ninguna posibilidad. Así que me arrastré y volví a subir por las rocas y entré al edificio por el mismo agujero del que salimos "

Hamilton recordó que unas de las cosas feas que vivió en esos 3 días en libertad, fue luchar contra cangrejos, en la cueva, que constantemente lo mordisqueaban cada vez que intentaba dormir.
Éste intento de fuga frustrado, de Alcatraz, lo llevó un confinamiento solitario: lo colocaron en el bloque de celdas D, celda 13, en el que estuvo recluido en régimen de aislamiento, durante 21 días, siendo alimentado con pan y agua; y fue confinado sin luz ni ropa.

"Estaba tan oscuro que no pude ver al principio, me había topado con una pared porque no pude verla, pero finalmente aprendí a marcar al ritmo de mis pasos; llegué a un lugar donde podía mantenerme a la misma distancia de las paredes. Tenía una comida cada tres días—Por lo general, solo era una cucharada pequeña de lo que fuera el menú. Nunca fue suficiente; otras veces tendrías dos rebanadas de pan."
Floyd Hamilton

"Cuando terminó mi tiempo en confinamiento solitario, me probaron y se tomaron todo mi tiempo. [El Guardia Delegado] Miller le dijo [a un guardia] “Ponlo en una celda al lado de la esquina del tercer nivel y no le dejes tener ningún privilegio, no le dejes escribirle a nadie, ni recibir correo, y no le dejesllevar mas ropa que ese par de pantalones cortos. Y dale un colchón viejo y dos mantas; eso es todo lo que recibirá hasta que yo dé más órdenes."
Floyd Hamilton

Su madre le presentó a Hattie Rankin Moore, quien lo convenció, junto con un pastor, de entregarse a Dios. Tras eso, se convirtió en un arquetipo de prisionero.
En mayo de 1946 vio la oportunidad de escapar durante la "Batalla de Alcatraz", pero decidió no hacerlo.

## Religión
"Mi primer concepto de Dios era sentado en un gran trono blanco. Él teniendo una larga barba blanca y tenía a Jesús intercediendo por mí. Otros del otro lado tocaban arpas y cantaban para mantenerlo de buen humor. Y pensé que tal vez si lo pillaba de buen humor saldría, esa era mi idea, y esa es la forma en que muchos presos creen que aceptarán a Cristo como su salvador, si Él los ayuda en ese momento."
Floyd Hamilton

Hamilton se había hecho cristiano durante su encarcelamiento en Alcatraz
Hattie Rankin Moore, de Highland Park, Dallas, pero enfocada en ayudar a las personas de West Dallas a través de la religión, se interesó en él. Antes de la ejecución de Raymond Hamilton, se había familiarizado con la familia Hamilton, e incluso tenía una relación amistosa. La señora Moore, estaba decidida a ayudar a Floyd Hamilton, y le había pedido a su pastor de Dallas, W.A. Criswell, que fuera a Alcatraz, le hablara y lo convenciera, y Criswell así lo hizo. Floyd se hizo cristiano; y prometió que si algún día salía de allí, caminaría por su Iglesia, aunque estaba seguro de que no iba a vivir más allá de su sentencia. Se transformó en un recluso modelo.
Le había dado mucha importancia a la religión por su liberación y rehabilitación. Incluso dijo sentir que tenía un ángel de la guarda, que lo mantenía alejado de la muerte y de su pasado criminal.

"Un día leí la Biblia y finalmente me di cuenta de que hay, había, un ser espiritual en mí.  Nunca le dije a nadie y nunca hablé con nadie sobre eso, pero de todos modos sentí que tenía un ángel guardián que había estado protegiéndome toda mi vida.  Y sabes, un día parecía que una carga pesada se me quitaba y me sentí muy bien.  Tenía la sensación de que todo estaría bien, no tenía que preocuparme más e iba a salir y ser un ciudadano respetable.  Le dije a Bob Stroud de al lado y él era una especie de ateo y se burló de mí.  Le dije que espera y verás, voy a salir.

## Liberación
En agosto de 1952, fue trasladado a Leavenworth, con un informe de mala conducta menor. 
Agradeció el trato que recibió del Guardia E. J. Miller, y dijo sobre él:

"Le dio a todos los muchachos de Alcatraz descansos";

"Les dio preferencia en los trabajos y en todo lo demás".
Floyd Hamilton

Cumplió los últimos años de su sentencia federal en Ft. Leavenworth, Kansas. Cuando lo liberaron de la prisión, para ir a Texas para enfrentar más cargos, le estrechó la mano al alguacil Arden Rhyne, agradeciendo el trato que recibió en prisión.

"Cuando llegué a Leavenworth, fui a estudiar la vida de Cristo y sus enseñanzas, el Antiguo y Nuevo Testamento, religión comparativa, y tomé dos cursos de relaciones humanas"
Floyd Hamilton

También se inscribió en el programa de Otto Lang, de formación religiosa, diseñado para convertirse mentores de otros presos; y contrató a un abogado para impugnar el cálculo de su sentencia y su inminente liberación ante las autoridades de Texas.
En diciembre del año 1956, Floyd Hamilton fue dejado en libertad condicionalmente de la prisión de Leavenworth. Éste se entregó a las autoridades penitenciarias de Texas, con quienes tenía pendiente 25 años. Lo trasladaron a la prisión estatal de Huntsville y encerrado en oscuridad en una celda de segregación disciplinaria sin explicación alguna. Después de algunos meses en aislamiento, lo llevaron a una celda de segregación regular.
El reportero de delitos de Dallas News, Harry McCormick, se enteró del paradero de Hamilton, quién llevaba meses de segregación, por medio de la hermana de Floyd e inició a trabajar para que se le transfiriera a la población general. McCormick estaba muy interesado en Hamilton como un célebre desesperado de la entonces era de Bonnie y Clyde.
Finalmente, McCormick logró que Hamilton saliera de segregación y se le diera trabajo en el departamento eléctrico. Sobresaliendo por su buen trabajo, al año siguiente fue dejado en libertad condicional. Este resultado fue obtenido del esfuerzo de tres hombres: McCormick, Ted Hinton y el ex alguacil que había ayudado en la emboscada final de Bonnie y Clyde.
Hamilton habló más tarde sobre el papel de Hinton en su vida para obtener la libertad:

"Siento que Dios estaba obrando a través de Ted Hinton para intentar ayudarme.  Usó a Ted Hinton porque Ted estaba en posición de ayudarme más que nadie, porque cualquiera, y al menos la junta de libertad condicional,lo escucharía."

Gracias a las recomendaciones de McCormick, del ex alguacil del condado de Dallas, Bill Decker y del oficial de paz retirado Ted Hinton, trabajó como guardia nocturno, durante 16 años en un concesionario de automóviles de Dallas. Fue un trabajador de confianza. Contratado por William O. Bankston, quién lo había visitado en la cárcel de Dallas, en 1958 - después de su liberación de la prisión-.

"Desde el momento en que salió de la prisión hasta el momento en que murió, fue uno de los mejores hombres que he conocido."
Bankston

Su liberación al poco tiempo confirmaron la considerable influencia que tenían frente a la Junta de Libertad Condicional de Texas.
Ya en libertad, Hamilton se reunió con Hinton y Bankston. Ted le dio $10; Bankston le prestó $150,  ofreciéndole, también trabajo, que éste aceptó. Trabajó para Bankston dieciséis años antes de jubilarse. Hamilton comentó en una entrevista, que Bankston lo había ayudado "porque mi ángel de la guarda lo estaba dirigiendo".
En 1958, fue puesto en libertad, después del buen comportamiento en la cárcel, gracias por la conversión al cristianismo. Recibió un indulto presidencial iniciado por John F. Kennedy, pero consumado por Lyndon Johnson debido al asesinato de Kennedy. Después de cumplir parte de su condena en Texas, también fue indultado por el gobernador de Texas,John Connally, en la década de 1960.
Después de su liberación:
Ayudó a crear una organización sin fines de lucro: ConAid, para ayudar a los ex convictos. Floyd hizo apariciones en radio y televisión. Dio numerosas charlas a grupos cívicos. Participó activamente en ministerios de prisiones cristianos con el capellán Ray Hostra. Fue invitado a hablar con numerosos grupos en la  iglesia; fue orador invitado en: la Prisión Estatal de Attica en Nueva York; la Prisión Federal en El Reno, Oklahoma, California Men’s Colony, y otras.
A petición del Capellán Ray Hostra, jefe del Ministerio de Prisiones Internacional, Hamilton grabó una serie de cintas que en las que abarcó su conversión, desde su vida delictiva hasta ser un ciudadano respetuoso de la ley. El Ministerio Internacional de Prisiones, difundieron las cintas para los presos.
Incluso el mismo alguacil del condado, Arden Rhyne le seguía teniendo aprecio a Floyd después de su liberación, y tomó unas vacaciones con su esposa, en Texas, y se propusieron visitar a Hamilton y su familia.
También pudo cumplir su promesa con el pastor W.A. Criswell, de cuando esté en libertad iría a su iglesia.
Durante 1970-1988, Blanche Caldwell Frasure se puso en contacto con los Barrow, para renovar viejas amistades, y también empezó a tener contacto cercano, principalmente por teléfono, con Floyd Hamilton.

## Muerte
Floyd murió el 24 de julio de 1984 en Grand Prairie, Texas a la edad de 76 años, cuatro meses después que su esposa Mildred Strait Hamilton, quién murió a los 70 años, el 17 de marzo de 1984.
Padecía diabetes; y su salud se deterioró después de la muerte de Mildred. 
No hubo servicio fúnebre. Su cuerpo fue incinerado y sus cenizas se esparcieron cerca de la tumba de su esposa, en Irving, Dallas County, Texas.